# Alojz Dravec
Alojz Dravec (madžarsko Drávecz Alajos), slovenski etnografski pisatelj na Ogrskem, * 9. november 1866, Slovenska ves, † 28. avgust 1915, Lipník nad Bečvou, pri Olomoucu, Moravska, Češka.
Rodil se je pri Monoštru, v današnjem Slovenskem Porabju, kot peti otrok med sedmerimi, očetu Štefanu Dravcu in materi Rozaliji Korpič. Dravec se je poročil z dekletom iz Budincev (Büdinci), skupaj sta se izselila v Ameriko. Vrnil se je v domovino in se naselil na Trošče (Rábakethely), pri Monoštru. Dravec je moral med Prvo svetovno vojno na fronto kjer je bil ranjen in je umrl v Lipníku na Moravskem.
Ohranil se je njegov rokopis Národna vera i navade v vési, v katerem v domačem narečju živahno pripoveduje o ljudskih šegah od »Lucijovega«, (Lucijin dan) in »Andrášovega«. Dan Sv. Andreja (30. november) je začetek zime in adventa. Porabska ljudska vremenska napoved pravi, da bo naslednje leto veliko sadja, če je v adventu vetrovno. Za Dravčevo pripovedovanje o ljudskih navadah in verovanjih je značilna šaljivost in včasih posmehljivost, obsoda.
Dravec je zelo verjetno napisal svoj dragoceni opis na pobudo podobnih spisov Števana Küharja iz Bratoncev. Dravec je bil tudi širitelj starejšega Jožefa Klekla in voditelj bratovščine Srca Jezušovoga.